# Hummingbird cake

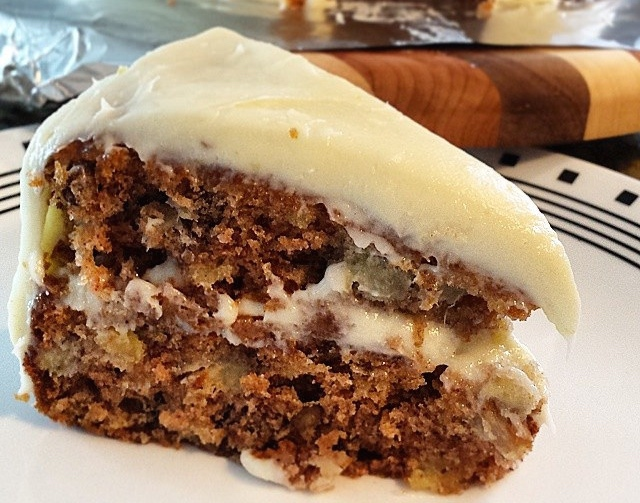

Le hummingbird cake est un gâteau du sud des États-Unis d’origine jamaïcaine.
Introduit aux États-Unis à la fin des années 1970, son nom signifie « colibri, oiseau-mouche » en anglais.
Le gâteau contient de la farine, des œufs, du sucre, du sel, de l’huile, de la banane, du citron, de l’ananas, de la noix de coco, de l’extrait de vanille, des noix de pécan, de la poudre à lever. Il est fréquemment servi avec du fromage à la crème (cream cheese).